# Gone is Gone
Gone Is Gone — американська рок-супергрупа, створена в 2016 році. Група складається з Троя Сандерса, співака та басиста Mastodon, Троя Ван Левена, одного з гітаристів Queens of the Stone Age, Тоні Хаджара, барабанщика At the Drive-In, і Майка Заріна, мультиінструменталіста і засновника Sencit Music, який знявся з Ван Левеном у Sweethead Descent to the Surface. Група випустила один мініальбом і два повноформатних студійних альбоми.

## Учасники
- Трой Сандерс – вокал, бас-гітара
- Трой Ван Левен — гітара
- Тоні Хаджар — ударні
- Майк Зарін – гітара, клавішні, бек-вокал

## Дискографія

### Gone Is Gone
Однойменний мініальбом Gone Is Gone був випущений на Rise Records 8 липня 2016 року.
Трек-лист
| #     | Назва                     | Тривалість |
| ----- | ------------------------- | ---------- |
| 1.    | «Violescent»              | 4:17       |
| 2.    | «Starlight»               | 5:55       |
| 3.    | «Stolen from Me»          | 3:17       |
| 4.    | «Character»               | 2:18       |
| 5.    | «One Divided»             | 3:35       |
| 6.    | «Praying from the Danger» | 4:31       |
| 7.    | «Recede and Enter»        | 1:28       |
| 8.    | «This Chapter»            | 6:15       |
| 31:36 |                           |            |

### Echolocation
Перший повноформатний альбом Gone Is Gone, випущений лейблом Rise Records 6 січня 2017.
Трек-лист
| #     | Назва                      | Тривалість |
| ----- | -------------------------- | ---------- |
| 1.    | «Sentient»                 | 5:37       |
| 2.    | «Gift»                     | 4:10       |
| 3.    | «Resurge»                  | 4:31       |
| 4.    | «Dublin»                   | 4:58       |
| 5.    | «Ornament»                 | 4:42       |
| 6.    | «Pawns»                    | 3:53       |
| 7.    | «Colourfade»               | 3:47       |
| 8.    | «Roads (Portishead cover)» | 5:31       |
| 9.    | «Slow Awakening»           | 4:44       |
| 10.   | «Fast Awakening»           | 2:33       |
| 11.   | «Resolve»                  | 4:03       |
| 12.   | «Echolocation»             | 6:32       |
| 55:01 |                            |            |

### If Everything Happens for a Reason... Then Nothing Really Matters at All
Їхній другий альбом If Everything Happens by a Reason. . . Then Nothing Really Matters at All (укр. Якщо все трапляється з певних причин... Тоді нічого не має значення) був випущений 4 грудня 2020.
Трек-лист
| #     | Назва                         | Тривалість |
| ----- | ----------------------------- | ---------- |
| 1.    | «Resfeber»                    | 1:48       |
| 2.    | «Say Nothing»                 | 3:35       |
| 3.    | «Everything is Wonderfall»    | 3:22       |
| 4.    | «Wings of Hope»               | 2:10       |
| 5.    | «Sometimes I Feel»            | 4:23       |
| 6.    | «No One Ever Walked on Water» | 3:05       |
| 7.    | «Death of a Dream»            | 4:05       |
| 8.    | «Crimson, Chaos and You»      | 2:17       |
| 9.    | «Breaks»                      | 3:55       |
| 10.   | «Payoff»                      | 2:33       |
| 11.   | «Force of a Feather»          | 3:55       |
| 12.   | «Dirge for Delusions»         | 5:32       |
| 40:40 |                               |            |